# Mladoletnik
Mladoletnik oz. mladoletnica je oseba, ki še ni dosegla polnoletnosti, t. j. starosti, ki je po zakonu ločnica med otrokom in odraslim. V večini držav je to 18 let, ponekod pa manj (na primer 15 let oz. ob dosegu spolne zrelosti v Saudovi Arabiji) ali več (do 21 let). Tudi Konvencija o otrokovih pravicah postavlja mejo na 18 let.
S statusom mladoletnika so povezane nekatere zakonske omejitve, pri čemer pa se ureditev med državami zelo razlikuje in tudi pravice, ki so povezane s posameznikovo sposobnostjo skrbeti zase, niso vse vezane na polnoletnost. Tako se v Združenih državah Amerike, ki sicer upoštevajo mejo polnoletnosti 18 let, po zakonu o prodaji alkoholnih pijač kot mladoletne obravnavajo tudi osebe do dopolnjenega 21. leta starosti.
Varstvo mladoletnikov v Sloveniji ureja Zakon o zakonski zvezi in družinskih razmerjih (ZZZDR), po katerem je kot mladoletnik opredeljena oseba do dopolnjenega 18. leta starosti. Do te starosti so zanjo odgovorni starši ali zakoniti skrbniki in lahko sprejemajo odločitve v njenem imenu. Del pravic, povezanih s sposobnostjo odločanja o sebi, slovenska zakonodaja priznava že osebam po dopolnjenem 15. letu starosti; med njimi sta sklenitev zakonske zveze in poslovna sposobnost (pravica do sklepanja poslov), vendar pod nadzorom pristojnega Centra za socialno delo. Meja 15 let starosti velja tudi pri odločanju o zdravstveni oskrbi po Zakonu o pacientovih pravicah.